# Lipnik (województwo podkarpackie)
Lipnik – wieś w Polsce położona w województwie podkarpackim, w powiecie przeworskim, w gminie Kańczuga.
W latach 1975–1998 miejscowość administracyjnie należała do województwa przemyskiego.

## Warto zobaczyć
- Zespół dworski
  - murowany dwór (pocz. XX w.)
  - park krajobrazowy (XIX/XX w.)
- W pobliżu znajduje się rezerwat przyrody "Husówka".